# Molophilus (Molophilus) bogongensis
Molophilus (Molophilus) bogongensis is een tweevleugelige uit de familie steltmuggen (Limoniidae). De soort komt voor in het Australaziatisch gebied.